# الحنائي (حبيش)

تعديل مصدري - تعديل

الحنائي هي إحدى قرى عزلة الجعافرة بمديرية حبيش التابعة لمحافظة إب، بلغ تعداد سكانها 341 نسمة حسب تعداد اليمن لعام 2004.